# Brownea
A Brownea a hüvelyesek (Fabales) rendjébe, ezen belül a pillangósvirágúak (Fabaceae) családjába tartozó nemzetség.

## Előfordulásuk
A Brownea-fajok eredeti előfordulási területe Közép-Amerika déli fele és Dél-Amerika északnyugati része. Hondurastól Észak-Brazíliáig sokfelé megtalálhatók. Trinidad és Tobagoban is fellelhetők. Afrika középső részein, valamint Dél-Ázsiában és Indonéziában termesztik.

## Rendszerezés
A nemzetségbe az alábbi 21 faj tartozik:
- Brownea ariza Benth.
- Brownea birschellii Hook.f.
- Brownea bolivarensis Pittier
- Brownea chocoana Quiñones
- Brownea coccinea Jacq.
- Brownea enrici Quiñones
- Brownea gladysrojasiae D.Velásquez & G.Agostini
- Brownea grandiceps Jacq.
- Brownea hermesias Mutis
- Brownea jaramilloi Á.J.Pérez & Klitg.
- Brownea leucantha Jacq.
- Brownea longipedicellata Huber
- Brownea macrophylla Linden ex Mast.
- Brownea multijuga Britton & Killip
- Brownea negrensis Benth.
- Brownea puberula Little
- Brownea rosa-de-monte P.J.Bergius
- Brownea santanderensis Quiñones
- Brownea similis R.S.Cowan
- Brownea stenantha Britton & Killip
- Brownea tillettiana D.Velásquez & G.Agostini

## Képek

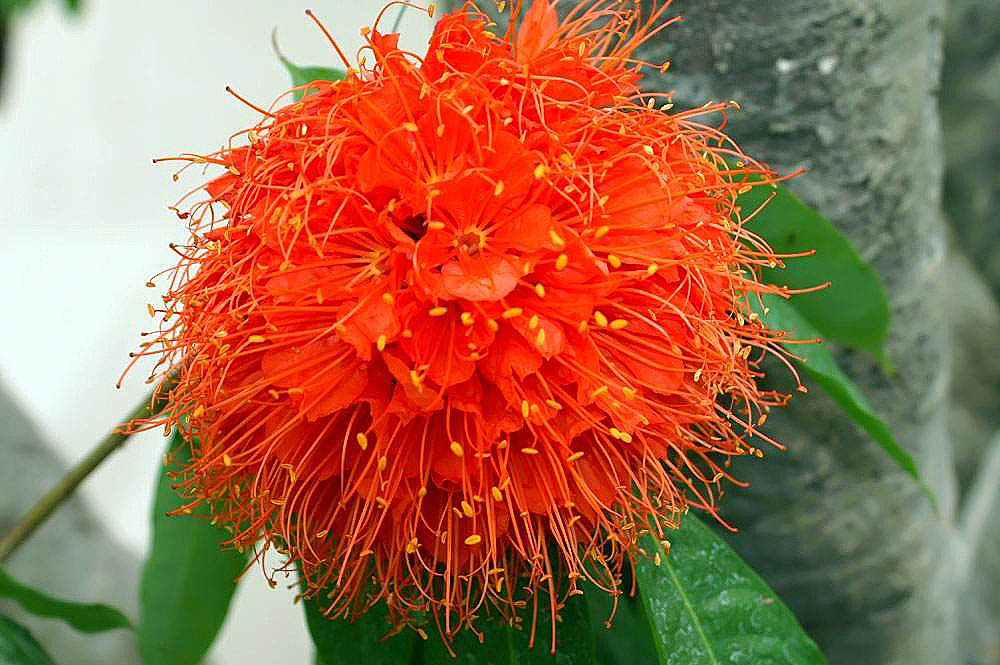
Brownea ariza
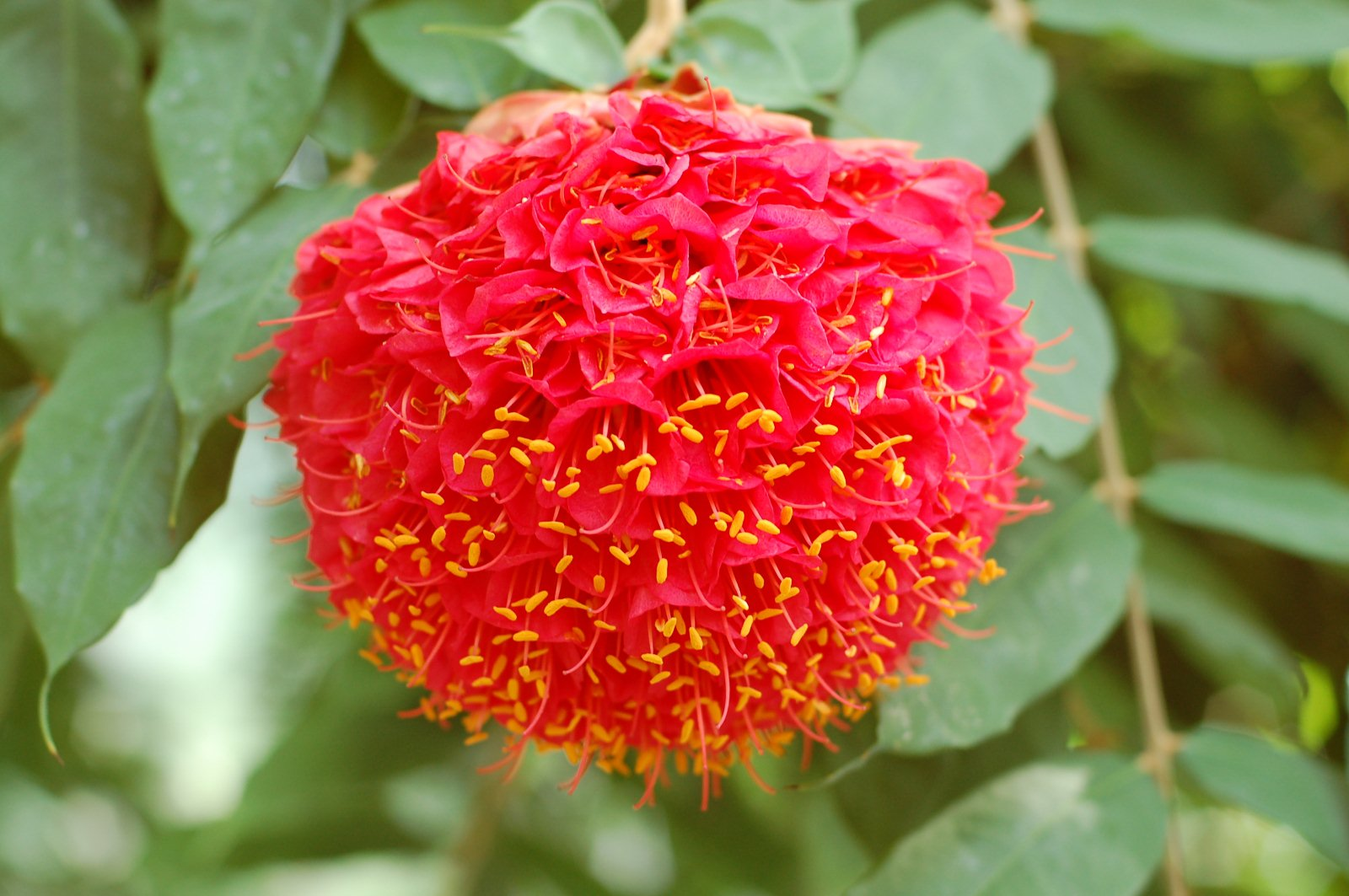
Brownea grandiceps
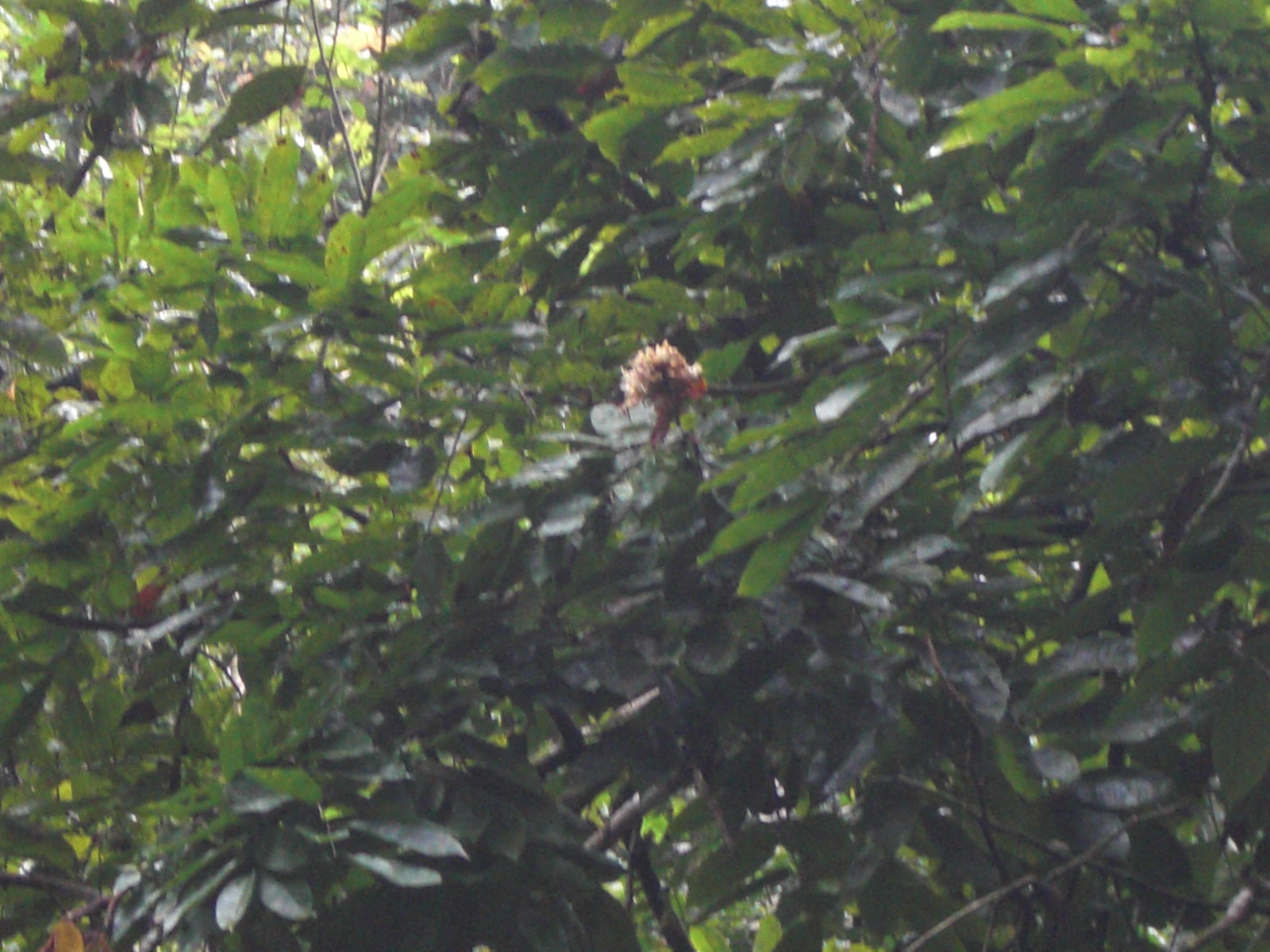
Brownea leucantha
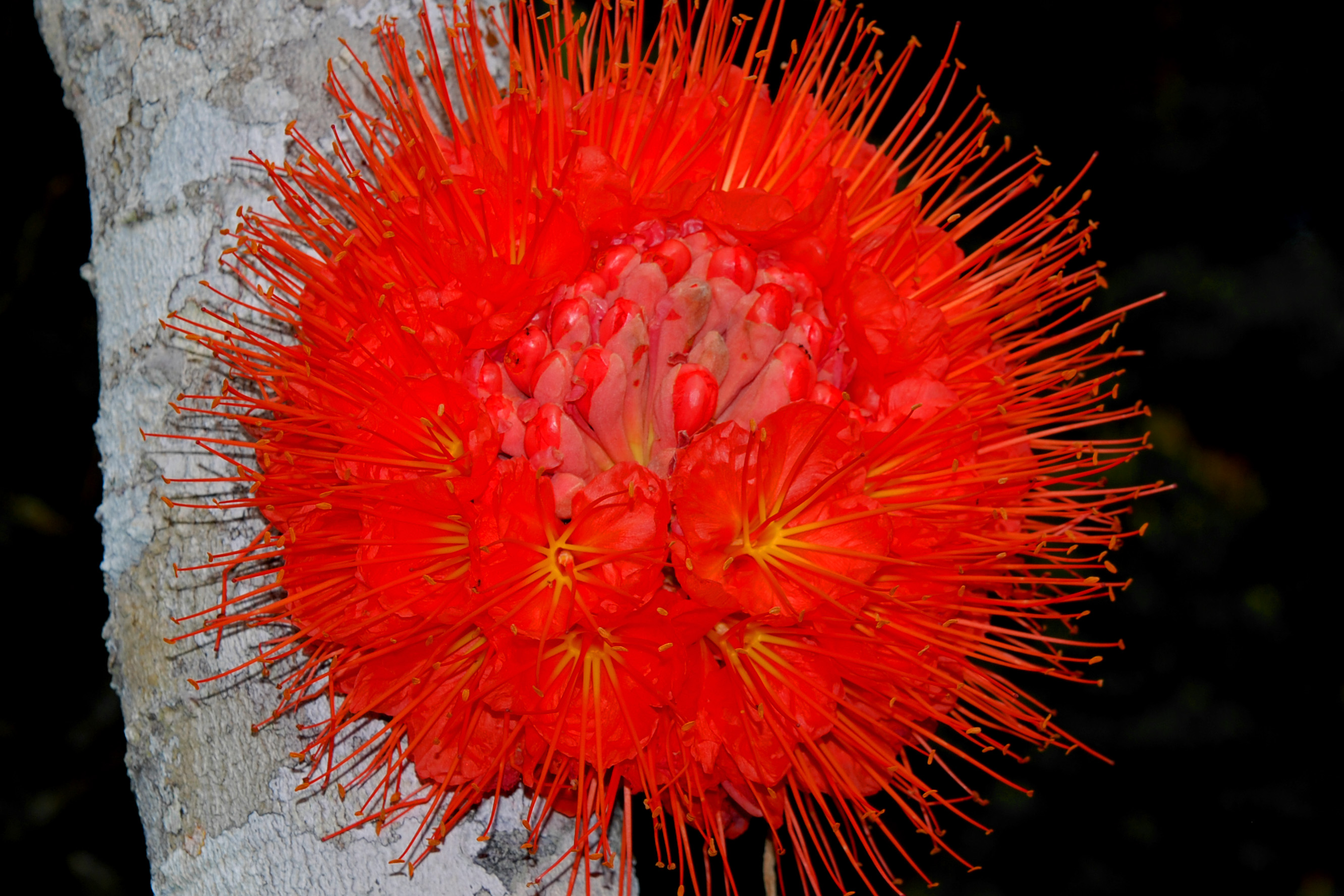
Brownea macrophylla